# Convoi HXF 6
Le convoi HXF 6 est un convoi rapide passant dans l'Atlantique nord, pendant la Seconde Guerre mondiale. Il part de Halifax au Canada le 24 octobre 1939 pour différents ports du Royaume-Uni et de la France. Il arrive le 2 novembre 1939.

## Composition du convoi

### Navires[2]
- Royaume-Uni : Le Salacia cargo de 5495 t, le Canadian Star, le Manchester Division, l'Inverdargle un tanker de 9456 tonnes
- France : Le paquebot De Grasse de 17 759 tonnes et le Fort-de-France, un cargo frigorifique de 4279 tonnes de la Compagnie Générale Transatlantique.

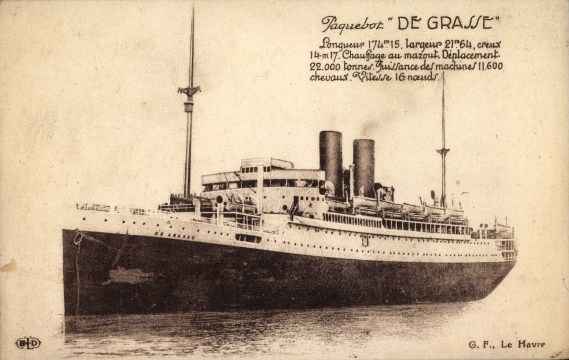
Paquebot De Grasse

### Escorte[3]
- le cuirassé britannique : HMS Revenge

## Voyage
Parti le 24 octobre, le convoi navigue à une vitesse moyenne de 12 nœuds pour arriver le 2 novembre à Liverpool.